# Nikolaï von der Osten-Sacken
Le comte Nikolaï Dimitriévitch von der Osten-Sacken (en russe : Николай Дмитриевич Остен-Сакен), né le 14 mars 1831 et mort le 9 mai 1912 à Monte-Carlo, est un diplomate de l'Empire russe. Il fut ambassadeur de Russie à Berlin de 1895 à 1912.

## Biographie
Nikolaï von der Osten-Sacken descend d'une famille allemande de la Baltique de renom. Son père, le comte Dimitri von der Osten-Sacken, était un général de l'armée impériale russe qui se couvrit de gloire. Ses premières années d'études se déroulent à domicile par des précepteurs, puis il entre au prestigieux lycée Richelieu à Odessa.
La carrière d'Osten-Sacken débute en 1852, en tant que fonctionnaire au ministère des Affaires étrangères. Il est chargé de différentes missions de la part du haut commandement de l'armée impériale russe pendant la guerre de Crimée, où son père reçoit le titre de comte héréditaire en 1855, pour avoir bravement défendu Sébastopol avant que la citadelle ne tombe. Nikolaï von der Osten-Sacken est envoyé en 1856 à l'ambassade de La Haye, puis à Madrid, Berne et Turin. Il est plénipotentiaire auprès de la cour de Darmstadt, avant que n'éclate la guerre franco-prussienne de 1870 et il va y rester onze ans, puis il occupe le même poste auprès de la cour du royaume de Bavière. Sa carrière atteint son sommet, lorsqu'il est nommé ambassadeur de l'Empire russe auprès de l'Empire allemand, à Berlin, où il succède au comte Chouvalov (1886-1895). Il va marquer ce poste pendant le règne de Nicolas II, puisqu'il y demeure près de seize ans. Il reçoit la plus haute distinction de l'Empire, l'Ordre de Saint-André, en 1910.

## Famille
Le comte von der Osten-Sacken, qui est orthodoxe depuis que cette branche s'est convertie par le mariage de son grand-père Ulrich, était l'époux de la princesse Marie Dolgoroukov (1822-1907) qui était la veuve de l'ambassadeur russe en Espagne, le prince M.A. Galitzine. C'était une amatrice des arts, en particulier de la musique. Elle avait étudié dans sa jeunesse avec Frédéric Chopin et exerça son mécénat auprès de Sergueï Bortkiewicz, qui était collaborateur de son époux.

## Source
- (de) Cet article est partiellement ou en totalité issu de l’article de Wikipédia en allemand intitulé « Nikolai von der Osten-Sacken » (voir la liste des auteurs).